# Orens Denizard
Orens Denizard, né le 8 mai 1879 à Pontru et mort le 8 octobre 1965 à Paris 12e, est un peintre français.

## Biographie
Orens Bonaventure Charles Denizard est le fils de Charles Joseph et Marie Sophie Julie Lesourd. 
Il épouse Félicie Victorine Leblond.
À partir de la fin des années 1890 et jusqu'aux années 1920, il produit de nombreuses caricatures et illustrations utilisant pour support la carte postale. Il publie de nombreuses séries satiriques dont, à partir de 1903, le Burin satirique.
Il participe à de nombreuses expositions collectives à Amiens, Valenciennes et surtout Paris dans les années 1930 et 1940 (Salon des Indépendants, Grand Palais), et également des expositions d'artistes anciens combattants.
Il meurt à l'âge de 86 ans. Il est inhumé au Crématorium-columbarium du Père-Lachaise.